# Withnews
withnews（ウィズニュース）は、朝日新聞社が2014年から運営している日本のニュースサイトである。

## 概要
20〜30代を想定読者層としており、広告モデルによる無料サイトである。そのため、高いページビューを上げるためYahoo!での拡散を戦略的に狙っている。
ユーザーから取材依頼（「取材リクエスト」）を受け、記者が取材して記事にする、双方向型ニュースサイトとされる。